# Hemileucoglossum
Hemileucoglossum is een geslacht van schimmels behorend tot de familie Geoglossaceae. De typesoort is Hemileucoglossum littorale.

## Soorten
Volgens Index Fungorum telt dit geslacht zes soorten (peildatum februari 2022):
| Soortnaam                                         | Auteur(s)                       | Publicatiejaar |
| ------------------------------------------------- | ------------------------------- | -------------- |
| Hemileucoglossum alveolatum                       | (E.J. Durand ex Rehm) Arauzo    | 2014           |
| Hemileucoglossum elongatum (Kortsporige aardtong) | (Starbäck ex Nannf.) Arauzo     | 2014           |
| Hemileucoglossum intermedium                      | (E.J. Durand) Arauzo            | 2014           |
| Hemileucoglossum kelabitense                      | V. Kučera, Fedosova & Sochorová | 2020           |
| Hemileucoglossum littorale                        | (Rostr.) Arauzo                 | 2014           |
| Hemileucoglossum pusillum                         | V. Kučera, Fedosova & Arauzo    | 2017           |